# Krameria spartioides
Krameria spartioides là một loài thực vật có hoa trong họ Krameriaceae. Loài này được Klotzsch ex O.Berg miêu tả khoa học đầu tiên năm 1856.